# Суперкубок Гібралтару з футболу 2018
Суперкубок Гібралтару з футболу 2018 — 18-й розіграш турніру. Матч відбувся 12 серпня 2018 року між чемпіоном Гібралтару клубом Лінкольн Ред Імпс та володарем кубка Гібралтару клубом Юероп.
| Володар Суперкубка Гібралтару 2018 |
| ---------------------------------- |
|                                    |
| Юероп Другий титул                 |

## Матч

### Деталі
| 12 серпня 2018 19:30 (EEST) |

| Лінкольн Ред Імпс | 1:1 дч   | Юероп    |
| ----------------- | -------- | -------- |
| де Барр 38' (аг)  | Протокол | Рубо 27' |

| Вікторія, Гібралтар |

|                                   |     | Пенальті                       |  |
| Чиполіна · Аранда · Гарро · Гаміс | 2:4 | Волкер · Квільйо · Рубо · Мойя |  |